# Sterling Vasconcellos
Sterling Maikeli Mociu Vasconcellos (* 19. April 2005) ist ein fidschianischer Fußballspieler auf der Position eines Abwehrspielers.

## Karriere

### Vereinskarriere
Sterling Vasconcellos wurde am 19. April 2005 geboren und spielte unter anderem während seiner Schulzeit an der Tilak High School aus Lautoka, die Mitglied der Fiji Secondary School Football Association (FSSFA) ist, für das hiesige Schulfußballteam. Mit der U-17-Mannschaft, die er als Mannschaftskapitän anführte, gewann er 2022 die U-17-Meisterschaft für Lautoka Secondary Schools. Spätestens ab dem gleichen Jahr trat er für den fidschianischen Erstligisten Lautoka FC in Erscheinung. Während er das Spieljahr 2022 mit der Mannschaft auf dem zweiten Tabellenplatz hinter dem Rewa FC beendete, sicherte er sich mit dem Team 2023 den siebenten Erstligameistertitel der Vereinsgeschichte. Außerdem gewann er mit der Mannschaft in diesem Jahr den fidschianischen Fußballpokal und wurde mit Lautoka Zweiter in der Inter-District Championship. Im Februar 2024 gewann er mit der Mannschaft das Champions versus Champions gegen den BA FC. Nur wenige Wochen später nahm Vasconcellos mit der Mannschaft gegen den Ligakonkurrenten Rewa FC an den National Playoffs der Qualifikation zur OFC Champions League 2024 teil, unterlag mit seinem Team in diesen jedoch dem Rewa FC mit einem Gesamtergebnis von 2:3.
Im August 2024 gewann er mit Lautoka nach einem 2:0-Finalsieg über Nadi das Battle of the Giants. In der Liga erreichte er mit der Mannschaft 2024 den dritten Platz hinter Labasa (Vizemeister) und Rewa (Meister).

### Nationalmannschaftskarriere
Um das Jahr 2022 trat Vasconcellos erstmals für die U-19-Nationalmannschaft seines Heimatlandes in Erscheinung. Mit dieser nahm er unter anderem an der U-19-Ozeanienmeisterschaft 2022 auf Tahiti teil und schaffte es dabei mit der Mannschaft bis Finale, das Fidschi am Ende mit 0:3 gegen die Alterskollegen aus Neuseeland verlor. Vasconcellos wurde während des Turniers in drei der sechs Spiele von Fidschi eingesetzt und spielte dabei als Innenverteidiger jedes dieser drei Partien über die volle Spieldauer durch.
Im darauffolgenden Jahr nahm Vasconcellos mit der fidschianischen U-20-Auswahl unter U-20-Nationaltrainer Marika Rodu im Februar an einer Reihe internationaler Testspiele gegen Indonesien, Guatemala und Neuseeland teil, kam dabei als Innenverteidiger bzw. als Linksverteidiger jeweils über die volle Spieldauer zum Einsatz und trat auch im nachfolgenden März 2023 in einer Testspielserie der U-20-Nationalmannschaft in Erscheinung. Im Mai 2023 gehörte Vasconcellos zum 21-köpfigen fidschianischen Spieleraufgebot, das unter dem nunmehrigen U-20-Nationaltrainer Bobby Mimms an der U-20-Weltmeisterschaft 2023 in Argentinien teilnahm. Während des Turniers wurde der 1,88 m große Innenverteidiger in den drei Gruppenspielen gegen die Slowakei (0:4), die Vereinigten Staaten (0:3) und Ecuador (0:9) eingesetzt und schied am Ende mit der Mannschaft als Letzter der Gruppe B und der schlechtesten Tordifferenz des Turniers (0:16) frühzeitig vom Wettbewerb aus.
Mit der fidschianischen U-23-/Olympiaauswahl bestritt er Ende August bzw. Anfang September 2023 das Qualifikationsturnier der Oceania Football Confederation (OFC) zur Teilnahme am Fußballturnier der Olympischen Sommerspiele 2024. Mit Fidschis U-23 schaffte er, nachdem er in allen Länderspielen seines Heimatlandes zum Einsatz gekommen war, den Einzug ins Finale, das in einer deutlichen 0:9-Niederlage gegen Neuseeland endete. Fidschi verpasste somit, sich für die Olympischen Spiele des darauffolgenden Jahres zu qualifizieren.
Noch im selben Jahr schaffte Vasconcellos den Sprung in die A-Nationalmannschaft seines Heimatlandes, mit der im November und Dezember 2023 an den Pazifikspielen 2023 teilnahm. Beim Fußballturnier der Pazifikspiele debütierte er am 18. November 2023 im ersten Gruppenspiel gegen die Nördlichen Marianen, das in einem 10:0-Kantersieg Fidschis endete. Der Waliser Rob Sherman setzte ihn auch im nachfolgenden Gruppenspiel gegen Tahiti ein, woraufhin Fidschi nach einem 0:0-Remis als Erstplatzierter der Gruppe C den Einzug ins Halbfinale schaffte. In diesem schied Fidschi gegen den Gastgeber von den Salomonen mit 0:2 aus, sicherte sich jedoch im Spiel um Platz 3 mit einem 4:2-Erfolg über Vanuatu die Bronzemedaille.
Im März 2024 nahm er an zwei Freundschaftsspielen gegen die Salomonen teil und stand in beiden Partien in der Startformation. Im nachfolgenden Juni nahm er mit seinem Heimatland an der Ozeanienmeisterschaft 2024 teil, absolvierte dabei alle drei Gruppenspiele der Gruppe B, die Fidschi überlegen gewann, und kam danach noch bei der Halbfinalniederlage gegen Vanuatu zum Einsatz. Im anschließenden Spiel um Platz 3 wurde Vasconcellos jedoch nicht mehr berücksichtigt und saß uneingesetzt auf der Ersatzbank. Bereits im darauffolgenden Monat nahm er mit der U-19-Auswahl von Fidschi an der U-19-Ozeanienmeisterschaft 2024 auf Samoa teil. Hierbei absolvierte er alle drei Spiele Fidschis in der Gruppe A und kam dabei im letzten Spiel gegen die Alterskollegen aus Vanuatu zu einem Doppelpack, ehe er im nachfolgenden Semifinale den Neuseeländern unterlag. Auch im abschließenden Spiel um Platz 3 gegen die Salomonen scheiterten die Männer aus Fidschi klar mit 2:4.
Nachdem er im September in zwei freundschaftlichen Länderspielen gegen die Salomonen und Hongkong zum Einsatz gekommen war, startete er mit Fidschi im Oktober 2024 in die OFC-Qualifikation zur Weltmeisterschaft 2026. Hierbei agierte er abermals als einer der Stammspieler im Kader und wurde in allen drei Qualifikationsspielen der zweiten Runde gegen Neukaledonien, die Salomonen und Papua-Neuguinea eingesetzt und zog mit dem Team nach einem Sieg und zwei Remis als Zweitplatzierter der Gruppe A ins Halbfinale der dritten Qualirunde ein.

## Erfolge

### Vereinserfolge
- 1× Vizemeister der National Football League: 2022
- 1× Meister der National Football League: 2023
- 1× Sieger des fidschianischen Fußballpokals: 2023
- 1× Zweiter Platz in der Inter-District Championship: 2023
- 1× Sieger des Champions versus Champions: 2024
- 1× Sieger des Battle of the Giants: 2024

### Nationalmannschaftserfolge
mit der U-19-Nationalmannschaft
- 1× Finalist der U-19-Ozeanienmeisterschaft: 2022